# Белин (Брестская область)
Белин (бел. Белін) — деревня в Дрогичинском районе Брестской области Беларуси, в составе Осовецкого сельсовета. Население — 229 человек (2019).

## География
Белин находится в 15 км к юго-востоку от Дрогичина и в 8 км к северу от границы с Украиной. Через село проходит местная автодорога Заречка — Малиновка. Южнее деревни проходит Днепровско-Бугский канал, севернее находится небольшое водохранилище и сеть мелиорационных каналов. Ближайшая ж/д станция — в посёлке Огдемер (линия Брест — Пинск).

## История
Деревня Белин впервые упоминается в письменных источниках в 1495 году. Вместе с расположенными неподалёку имениями Закозель и Людвиново Белин был родовым гнездом дворянского рода Ожешко.
После третьего раздела Речи Посполитой (1795 год) в составе Российской империи, принадлежал Кобринскому уезду Гродненской губернии.
В середине XIX века имением владел Пётр Ожешко, муж писательницы Элизы Ожешко. Он возвёл в Белине дворянскую усадьбу с оригинальным замком с чертами неоготики. Однако после подавления восстания 1863 года Пётр Ожешко за поддержку повстанцев был сослан в Пермскую губернию, а все его имения были конфискованы в казну, а позднее переданы российским помещикам.
Согласно Рижскому мирному договору (1921) деревня вошла в состав межвоенной Польши, где принадлежала Дрогичинскому повету Полесского воеводства. В 1925 году новыми владельцами этих земель стали представители рода Толочко. Кароль Толочко планировал провести реставрацию замка Ожешко, который к тому времени пребывал в сильно повреждённом состоянии, однако его планам не суждено было реализоваться — земля была распродана по частям, новые владельцы разобрали замок и вырубили парк, распахав территорию бывшей усадьбы под поля.
С 1939 года в составе БССР.

## Достопримечательность
- Полевая астрономическая обсерватория «Белин Астро» (1827 год). Сохранился фундамент.
- Пункт геодезической дуги Струве «Белин» (XIX век)
- Памятник 67 землякам, погибшим в Великую Отечественную войну. Установлен в 1975 году[5].